# O Homem Que Não Dormia
O Homem Que Não Dormia é um drama brasileiro , produzido em 2011. O roteiro do filme é de Edgard Navarro com colaboração de Di Moretti. A direção também é de Edgard Navarro. 

## Produção
A produção do filme foi feita pela Truque Produtora de Cinema e as gravações do filme foram realizadas em Igatu, Chapada Diamantina. 

### Elenco
| Intérprete              | Personagem                |
| ----------------------- | ------------------------- |
| Bertrand Duarte         | Padre Lucas               |
| Evelin Buchegger        | Brígida (Mulher do Barão) |
| Fabio Vidal             | Vado (Filho do Barão)     |
| Mariana Freire          | Madalena                  |
| Ramon Vane              | Pra Frente Brasil         |
| Edgard Navarro          | Barão                     |
| Luiz Paulino Dos Santos | Peregrino                 |
| Harildo Deda            | Gringo                    |

### Lançamento
A avant-première do filme foi feita no dia 24 de abril de 2012, no encerramento da Mostra Oi Futuro no Teatro Castro Alves. Foi considerado um evento cinematográfico marcante dentro do calendário baiano. 

### Recepção da crítica
No geral, o filme recebeu opiniões positivas de alguns críticos. Inácio Araujo do jornal Folha de S. Paulo escreveu que “O Homem Que Não Dormia é um belo e raro exemplar de cinema fantástico brasileiro. É um desses fantasmas autorais que assombram o establishment cinematográfico nacional.” 
Alice Turnbull do Jornal do Brasil, ressaltou que “A história conta com ótimas atuações, como é o caso de Ramon Vane e Bertrand Duarte, e explora bem seus pontos fortes, como os sentimentos, o choque (que por vezes começa e termina em si) e a bela fotografia de Hamilton Oliveira. Por outro lado, o roteiro não é dos mais claro s- o que se deve à tentativa de tornar a história uma lenda em meio a momentos desnecessariamente didáticos.” 
Marcelo Perrone disse no ZH Entretenimento que “Navarro não despreza nem subestima o público. Estende a mão e convida para a viagem, mesmo sabendo que poucos embarcarão. Mas quem entrar na dele terá, gostando ou não do que vê pelo caminho, uma experiência no mínimo estimulante.” 
Fabian Cantieri publicou na Revista Cinética que “Edgar Navarro, no alto de sua experiência como velho vivão dessa terra, tempesteia suas crises junguianas num caldeirão mítico de figuras marcantes que, juntas, delineiam um sistema simbólico raro numa belíssima ode à criação.” 
Já Miguel Barbieri Jr. em sua resenha na Veja São Paulo, diz que “ São registros desconexos, muito datados e apelativos – há nudez gratuita e sexo, por exemplo. Parece uma imitação da fase mais maluca de Glauber Rocha, mas sem o conteúdo intelectual deste cineasta também baiano.” São registros desconexos, muito datados e apelativos — há nudez gratuita e sexo, por exemplo. Parece uma imitação da fase mais maluca de Glauber Rocha, mas sem o conteúdo intelectual deste cineasta também baiano. 

## Patrocinadores
| Patrocínio | Apoio Financeiro              | Apoio Cultural | Apoio da Ancine               |
| ---------- | ----------------------------- | -------------- | ----------------------------- |
| Petrobras  | Secretaria da Cultura - Bahia | Oi Futuro      | Fundo Setorial do Audiovisual |
| BNDES      |                               | Andaraí        | Ancine                        |
| Oi         |                               | Quanta         | Ministério da Cultura         |
|            |                               | FINEP          |                               |

## Ligações Externas
- O Homem Que Não Dormia
- Pandora Filmes